# Острів (Переворський повіт)
Острів (пол. Ostrów) — село в Польщі, у гміні Ґаць Переворського повіту Підкарпатського воєводства.
Населення — 373 особи (2011).

## Розташування
Село знаходиться за 7 км на схід від адміністративного центру ґміни села Гать, за 8 км на південний захід від адміністративного центру повіту Переворська і за 32 км на схід від адміністративного центру воєводства Ряшева.

## Історія
Після захоплення Галичини поляками Оттон Пілицький надавав лицарю Вербенці село Микуличі в 1375 р., називаючи в цьому ж документі сусідні села Нижатичі, Сетеш, Острів. Тоді ж початі латинізація та полонізація місцевого українського населення лівобережного Надсяння, зокрема вже до 1391 р. утворили в Нижатичах латинську парафію. Після смерті Оттона Пілицького всі довколишні села були у власності його доньки Ельжбети Грановської, яка 2 травня 1415 р. вийшла заміж за короля Владислава II Ягайла і Нижатичі стали королівською власністю. За податковим реєстром 1515 р. село входило до каньчузького ключа Перемишльської землі Руського воєводства, оброблялись 8 ланів ріллі.
1583 року село належало Ярославським, податки платили кмети з 16 і 1/4 лана ріллі, 18 загородників, 4 комірники з худобою, 20 комірників без худоби («голих»), 4 челядники і млинар (було 2 водні млини). Того року частину села (8 господарств кметів, 8 загородників, 6 комірників з худобою, 7 комірників без худоби та 3 водяні млини) відкупив Костянтин Корнякт, а в 1601 р. він заснував латинську парафію.
У 1831 р. в селі було 2 греко-католики, які належали до парафії Кречовичі Каньчузького деканату Перемишльської єпархії. На той час унаслідок півтисячоліття польської колоніальної політики українці лівобережного Надсяння опинилися в меншості.
Згідно з "Географічним словником Королівства Польського" село (разом з присілками Волиця, Микуличі та Ксаверівка) в 1885 р. належало до Ланцутського повіту Королівства Галичини і Володимирії, було 1072 жителі. За даними шематизму того року в селі було 5 греко-католиків.
У міжвоєнний період село входило до ґміни Каньчуга Переворського повіту Львівського воєводства, українці-грекокатолики належали до парафії Каньчуга Лежайського деканату Перемишльської єпархії. Українці не могли протистояти антиукраїнському терору після Другої світової війни.
У 1975-1998 роках село належало до Перемишльського воєводства.

## Демографія
Демографічна структура станом на 31 березня 2011 року:
|          | Загалом | Допрацездатний вік | Працездатний вік | Постпрацездатний вік |
| -------- | ------- | ------------------ | ---------------- | -------------------- |
| Чоловіки | 184     | 36                 | 123              | 25                   |
| Жінки    | 189     | 47                 | 99               | 43                   |
| Разом    | 373     | 83                 | 222              | 68                   |